# Karol Niezabytowski
Karol Stanisław Niezabytowski (ur. 4 listopada 1865 w Oleszewiczach k. Grodna, zm. 26 listopada 1952 w Beckenham (Wielka Brytania)) – polityk konserwatywny, działacz państwowy II Rzeczypospolitej, ziemianin.

## Życiorys
Urodził się w rodzinie ziemiańskiej jako syn Konstantego Niezabytowskiego h. Lubicz i Celestyny z Kamieńskich h. Rola. Ukończył gimnazjum klasyczne w Wilnie (1884) i wydział fizyczno-matematyczny uniwersytetu w Petersburgu (1889). W zaborze rosyjskim działacz organizacji ziemiańskich na Mińszczyźnie (Mińskiego Towarzystwa Rolniczego i Związku Ziemian Mińskich). Gospodarował w swoich majątkach w grodzieńszczyźnie i mińszczyźnie. W latach 1911–1913 członek rosyjskiej Rady Państwa w Petersburgu.
W czerwcu 1918 członek Komitetu Rady Polskiej Ziemi Mińskiej. Po utracie w wyniku traktatu ryskiego swoich rodzinnych posiadłości na Mińszczyźnie (Bacewicze) zarządzał majątkiem żony k. Grodna. Po odzyskaniu niepodległości działacz Związku Ziemian Ziemi Mińskiej. Związany ze środowiskiem konserwatystów wileńskich (żubrów). Po przewrocie majowym (1926) w konsekwencji porozumienia Józefa Piłsudskiego ze środowiskiem konserwatywnym, mającego na celu oddzielenie go od narodowej demokracji (zjazdy w Nieświeżu i Dzikowie), Niezabytowski został ministrem rolnictwa w pierwszym rządzie Józefa Piłsudskiego, czwartym Kazimierza Bartla i rządzie Kazimierza Świtalskiego. Funkcję tę pełnił od 2 października 1926 do 7 grudnia 1929. Współzałożyciel Organizacji Zachowawczej Pracy Państwowej.
W latach 1928–1930 senator RP z listy BBWR, wybrany w województwie poleskim.

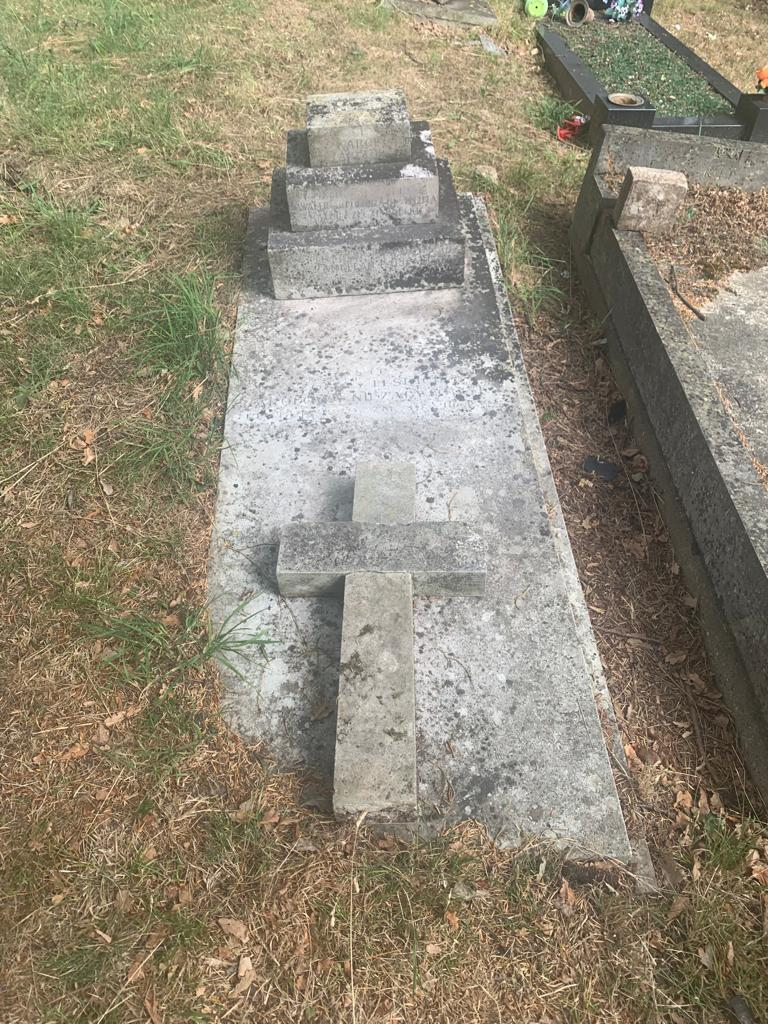
Grób Karola Niezabytowskiego

Po agresji Niemiec i ZSRR na Polskę we wrześniu 1939 na emigracji we Francji, następnie w Wielkiej Brytanii, gdzie zmarł w domu opieki „Antokol” w Beckenham. Pochowany został na Beckenham Cemetery (E1 22635).

## Życie prywatne
Był mężem Zofii Łęskiej h. Ostoja (1878–1962), z którą miał pięcioro dzieci: Krzysztofa (1900–1920), Michała Konstantego (1901–1916), Marię Celestynę (1903–1994), Izabelę (1906–2000) i Helenę Elżbietę (1913–1997).

## Odznaczenia
- Krzyż Komandorski z Gwiazdą Orderu Odrodzenia Polski (8 listopada 1930)[5]

## W literaturze
Karol Niezabytowski występuje pod zmienionym nazwiskiem ("pan Nieśmiertelny") jako jedna z postaci w powieści Nadberezyńcy Floriana Czarnyszewicza.
Jego życie i dokonania opisane są również pokrótce w powieści Michała Kryspina Pawlikowskiego Dzieciństwo i młodość Tadeusza Irteńskiego.